# Roger Nilsson
Roger Nilsson, född 19 april 1973, är en svensk basist. Han har spelat i rock- och metalband som The Quill, Spiritual Beggars, Arch Enemy (live) och Firebird.